# Tân Kiến
Tân Kiến (tiếng Trung:新建区, Hán Việt: Tân Kiến huyện) là một quận của địa cấp thị Nam Xương (南昌市), tỉnh Giang Tây, Cộng hòa Nhân dân Trung Hoa. Quận này có diện tích 2338 km2, dân số năm 2003 là 665.000 người. 

## Hành chính
Tân Kiến được chia ra làm 24 đơn vị hành chính cấp hương, gồm 2 nhai đạo, 16 trấn và 6 hương. Ngoài ra quận này còn quản lí 9 đơn vị tương đương cấp hương khác
- Nhai đạo: Trạm Tiền (站前街道), Hạnh Phúc (幸福街道)
- Trấn: Trường Lăng (长堎镇), Vọng Thành (望城镇), Tây Sơn (西山镇), Thạch Cương (石岗镇), Tùng Hồ (松湖镇), Tiều Xá (樵舍镇), Lạc Hóa (乐化镇), Khê Hà (溪霞镇), Tượng Sơn (象山镇), Thạch Phụ (石埠镇), Liên Vu (联圩镇), Lưu Hồ (流湖镇), Chiêu Hiền (招贤镇), Mai Lĩnh (梅岭镇), La Đình (罗亭镇), Thái Bình (太平镇)
- Hương: Hậu Điền (厚田乡), Kim Kiều (金桥乡), Thiết Hà (铁河乡), Đại Đường Bình (大塘坪乡), Xương Ấp (昌邑乡), Nam Ki (南矶乡)

Đơn vị ngang cấp hương khác
- Khu khai khẩn trồng trọt Hằng Hồ (恒湖垦殖场)
- Công ty trách nhiệm hữu hạn: Thành Tân (成新实业有限公司), Chu Cảng (朱港实业有限公司), Tang Hải (江西桑海集团有限公司)
- Khu khai phát kinh tế Tân Kiến (江西新建经济开发区)
- Quản lí xứ: Hồng Giác Châu (红角洲管理处), Cửu Long Hồ (九龙湖管理处), Tân Kì Chu (新祺周管理处), Tân Phong (新丰管理处)